# Beilschmiedia lumutensis
Beilschmiedia lumutensis är en lagerväxtart som beskrevs av James Sykes Gamble. Beilschmiedia lumutensis ingår i släktet Beilschmiedia och familjen lagerväxter. Inga underarter finns listade i Catalogue of Life.